# Cloiselia
Cloiselia là một chi thực vật có hoa trong họ Cúc (Asteraceae).

## Loài
Chi Cloiselia gồm các loài: